# Лукьяновский (Башкортостан)
Лукьяновский (баш. Лукьяновка) — деревня в Зианчуринском районе Республики Башкортостан Российской Федерации. Входит в состав Утягуловского сельсовета. 

## География

### Географическое положение
Расстояние до:
- ближайшего населенного пункта(Акдавлетово): 4 км,
- районного центра (Исянгулово): 89 км,
- центра сельсовета (Утягулово): 24 км.
- ближайшей ж/д станции (Кувандык): 66 км.

## Население
| 1939 | 1959 | 1970 | 1979 | 1989 | 2002 | 2009 |
| ---- | ---- | ---- | ---- | ---- | ---- | ---- |
| 233  | ↘185 | ↘180 | ↘114 | ↘58  | ↘54  | ↗67  |
| 2010 |      |      |      |      |      |      |
| ↘50  |      |      |      |      |      |      |

Национальный состав
Согласно переписи 2002 года, преобладающая национальность — чуваши (74 %).